# La Boum 2 – Die Fete geht weiter
La Boum 2 – Die Fete geht weiter aus dem Jahr 1982 ist die Fortsetzung der französischen Teenager-Komödie La Boum, wieder mit Sophie Marceau in der Hauptrolle.

## Inhalt
Paris: Vic Beretton ist inzwischen 15 Jahre alt. Während ihre Freundin Pénélope jede Woche mit einem anderen Jungen geht und auch schon die Pille nimmt, ist Vic noch immer Jungfrau. Bei der Rückfahrt von einer Gastfamilie im Land Salzburg trifft sie Philippe im Zug und vertauscht versehentlich seinen Pass mit ihrem. Später sucht sie ihn auf, um ihm seinen Pass zurückzugeben. Die beiden werden Freunde und gehen miteinander aus. Doch Vic ist sich nicht sicher, ob Philippe der Richtige für das „erste Mal“ ist, zumal sie Philippes Beziehung zu dessen Exfreundin Catherine mit Misstrauen betrachtet. Währenddessen bandelt Pénélope, nachdem sie von Thibault (mit dem sie geschlafen hat) verlassen wurde, mit dem Neffen des Schwagers des neuen Freundes ihrer Mutter an, wechselt jedoch später auf Didier und schließlich auf Philippes Freund Frédo. Ihre Schwester Samantha vernachlässigt inzwischen die Schule und konzentriert sich ganz auf ihr Training als Balletttänzerin.
Währenddessen führen Vics Eltern, die inzwischen ein zweites Kind, Lucas, bekommen haben, ihre geflickte Ehe etwas ruhiger fort. Beide misstrauen einander allerdings noch, und der Umstand, dass der Vater, mittlerweile promovierter Zahnarzt, nach Lyon in die Forschung gehen will, wirft einen Schatten auf die Beziehung. Es fällt den beiden auch nicht leicht, Vics Erwachsenwerden zu akzeptieren, das sich hauptsächlich dadurch bemerkbar macht, dass diese ständig über Nacht ausbleibt.
Urgroßmutter Poupette hingegen quält sich während der ganzen Handlung mit der Frage herum, ob sie ihren alten Geliebten Jean-Louis, dessen Frau nach vierzig Jahren heimlicher Freundschaft gestorben ist, nun heiraten soll oder nicht. Natürlich steht sie Vic wieder mit Rat und Tat zur Seite. Auch ihr rasanter Fahrstil ist immer noch derselbe. Das schwelende Verhältnis zwischen Vic und Philippe erleidet inzwischen eine Krise. Nachdem Vic davor zurückgeschreckt ist, eine Nacht mit ihm zu verbringen, beargwöhnt Philippe ihre Beziehung zu dem früheren Freund Mathieu. Als Vic auf Mathieus Fete als Mutprobe im Rahmen eines Partyspiels gemeinsam mit Samantha auf der nächtlichen Straße eine aufgebrezelte Prostituierte mit Federboa spielt, fühlt sich Philippe verraten. Vic reagiert auf seine Eifersucht, indem sie sich mit dem Studenten Félix zum gemeinsamen Abendessen mit dessen Freunden verabredet. Das gelehrte Gerede der Runde langweilt sie jedoch, und sie kehrt vorzeitig nach Hause zurück.
Poupette entschließt sich zur Heirat, „entführt“ ihren Bräutigam jedoch noch vor der Eheschließung direkt vor der Kirche unter den Augen der verdutzten Hochzeitsgesellschaft. Ohne Trauschein fahren Poupette und Jean-Louis, rasant wie immer, auf eine abenteuerliche Hochzeitsreise, sozusagen als blinde Passagiere. Vics Vater überredet Pénélopes Schwester Samantha, seine frühere Verehrerin, dazu, trotz ihrer Enttäuschung darüber, dass ihr Vater ihr nicht zusehen wird, zu einem Vortanzen zu gehen. Sie besteht die Probe mit Bravour. Hiernach verabschiedet er sich von seiner Frau und Tochter, um nach Lyon zu gehen; er will jedoch regelmäßig nach Paris zurückkehren.
Währenddessen entscheidet sich Vic endgültig für Philippe, nachdem sie als Vertrauensbeweis seinen Wohnungsschlüssel erhalten hat, und kommt eben rechtzeitig, ihn am Bahnhof abzufangen, von wo er zu seiner Mutter nach Stuttgart fahren will. Der Film endet in einer stürmischen Umarmung.

## Premiere, Erfolg, Auszeichnungen
Premiere war in Frankreich am 8. Dezember 1982, in Deutschland im Gegensatz zum ersten Teil nach weniger als einem Jahr am 18. März 1983. Obwohl La Boum 2 nicht so erfolgreich war wie La Boum, war er trotzdem ein Kassenschlager. Den Titelsong Your eyes sangen Cook da Books. Zeitgleich nahm auch Richard Sanderson, der im ersten Teil das Titellied Reality gesungen hatte, eine Version auf.
Die damals 16-jährige Sophie Marceau erhielt für ihre Rolle als „Vic(toire) Beretton“ 1983 den César als beste weibliche Nachwuchsschauspielerin.

## Kritiken
„Unaufdringlich plädiert der Film für die Selbstverwirklichung aller Familienmitglieder. Die einfühlsame Inszenierung gefällt durch intellektuelle Redlichkeit.“

„Anders als bei vergleichbaren Komödien wie z. B. Eis am Stiel legte Regisseur Pinoteau auch zwei Jahre nach der ersten großen Fete Wert auf eine amüsante, aber realistische Darstellung der Teenagerprobleme. Das eingespielte Team macht auch die Fortsetzung sehenswert, allen voran Sophie Marceau, die 1983 für die Darstellung der Vic den César als Beste Nachwuchsschauspielerin erhielt.“